# Раймонд Дарт
Раймонд Дарт (англ. Raymond Arthur Dart, 4 лютого 1893 — 22 листопада 1988) — австралійський антрополог, анатом, який відкрив австралопітека.

## Життєпис
Народився в сім'ї фермера в передмісті Брисбена (Квінсленд), п'ятою дитиною серед дев'яти.
Навчався в державній школі Бленхейма, в гімназії Іпсвіча, в Університетському коледжі Лондону, вивчав медицину в Сіднейському університеті (Коледж святого Андрія) та біологію в Університеті Квінсленда; і в 1914 р. він став бакалавром, в 1916 р. — магістром, у 1927 р. — захистив дисертацію на ступінь доктора медичних наук в Сіднейському університеті.
У 1922 р. був професором факультету анатомії Вітватерсрандського університету в Йоханесбурзі. Там він почав працювати над дослідженням зв'язку мозку і нервової системи. Свої перші кроки Раймонд Дарт робив під керівництвом відомого невролога Графтона Елліота Сміта з Лондонського Університетського коледжу. Дарт почав відпрацьовувати методику реконструкції мозку на основі зліпків, знятих з внутрішньої поверхні склепіння черепа та поступово приходить до висновку, що розмір мозку є кардинально важливим фактором людського розвитку в процесі еволюції.

## Відкриття

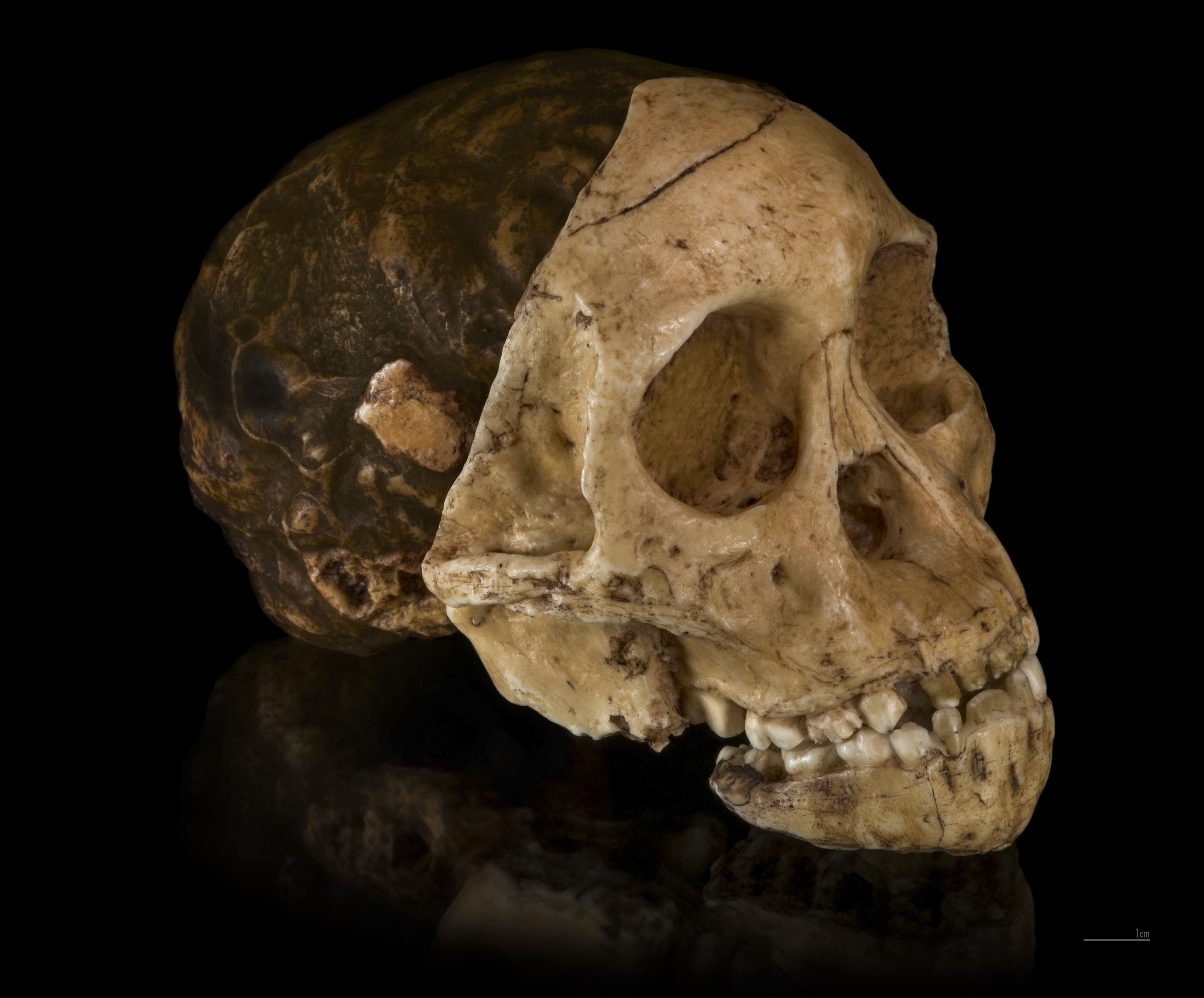
Череп «Бебі з Таунга»

У 1924 р. від однієї своєї знайомої Раймонд дізнався про скам'янілого мавпячого черепа з Таунг (Бечуаналенд). Дослідження показали, що череп належав дитинчаті викопної прямоходячої людиноподібної мавпи (Бебі з Таунг), яку він згодом назвав австралопітеком (Australopithecus africanus). Слово «австралопітек» означає «південна мавпа» (від стар.грец. «аустраліс» — південний і лат. «пітекус» — мавпа). Вік знахідки був визначений в 1 млн років. В черепі австралопітека був знайдений відбиток мозку. Об'єм мозгу становив 520 см³. Результати дослідження були опубліковані в науковому журналі «Nature» за 1925 рік. Але після опублікування цих досліджень науковий світ не вбачав в цьому черепі нічого людського. Науковці радше думали, що це череп шимпанзе або горили. Дарта підтримував лише його колега і директор Трансвальського музею в Преторії — Роберт Брум. Він намагався підтвердити цю теорію та почав займатися розкопками. Тому, в 1936 році в Стеркфонтоні Брум знайшов новий череп австралопітека. Брум знайшов його під час того, як спостерігав за вибуховими роботами в печері. Через 2 роки був знайдений ще один череп біля Стеркфонтона. Його знайшов школяр Герт Тербланш. Протягом деякого часу було знайдено стільки доказів, що до кінця 1940-их років увесь науковий світ визнав дослідження Раймонда Дарта та Роберта Брума. Завдяки цим знахідкам науковці нарешті змогли встановити зріст австралопітека (135—155 см) і вагу (36-55 кг). Дарт припускав, що австралопітеки були хижими м'ясоїдними степовими мавпами, полювали на павіанів за допомогою палиць.
Ще один вагомий доказ того, що австралопітек є ближчий до людини, ніж до мавпи навів Уілфред Кларк в своїй праці, яка була опублікована в 1950 р. про морфологічне дослідження зубів і щелеп австралопітеків.
Раймонд Дарт, Роберт Брум, Л.Лікі, Д.Джохансон та інші дослідники, які брали участь у вивченні кісткових решток австралопітеків, розрізняють серед них дві групи: грацильних, або ранніх, та масивних, або пізніх.
Грацильні австралопітеки, представлені двома видами або підвидами двох видів(«австралопітек африканський»), які характеризувались невеликими розмірами та масою тіла. Так, зріст особини, сліди якої були виявлені на вулканічному попелі в Летолі, становив приблизно 103 см, а «Люсі» — 108 см. Загалом він, очевидно, не перевищував 120 см. Відповідно невеликою була й вага цієї істоти: від 25 до 40 кг.
На думку фахівців, грацильні австралопітеки належали до всеїдних форм, у харчовому раціоні яких значне місце посідала м'ясна їжа. Найбільш ранні кісткові рештки цієї групи гомінідів датують 5,5-4,5 млн років тому (фрагмент нижньої щелепи з Лотагама та плечової кістки з Канапої), проте більшість із них припадає на період 4-2,9 млн років тому.

## Нагороди
- У 1957 р. — Медаль фонда Вікінг[en]